# Dorysthetus limbicollis
Dorysthetus limbicollis är en skalbaggsart som beskrevs av Soula 2002. Dorysthetus limbicollis ingår i släktet Dorysthetus och familjen Rutelidae. Inga underarter finns listade i Catalogue of Life.